# Чмелик Роман Петрович
Рома́н Петро́вич Чме́лик (нар. 1962, Львів) — кандидат наук, директор Львівського історичного музею з червня 2016 року.

## Життєпис
Закінчив поліграфічний інститут ім. І. Федорова, здобув фах журналіста. З 1986 року працював, згодом обраний директором Музею етнографії і художнього промислу, виконувач обов'язків віце-президента Українського національного комітету ІСОМ, кандидат наук.
Обраний конкурсною комісією директором Львівського історичного музею в травні 2016 року.
Член Наукового товариства ім. Т. Шевченка, голова Львівського міського товариства «Україна-Польща», входить до складу Правління Клубу абсольвентів Східної Літньої Школи Варшавського університету, член редакції двомісячника «Народознавчі зошити».
Основні напрямки наукових зацікавлень — духовна культура українців, сучасні українсько-польські етнокультурні процеси, музеєзнавство, національні меншини в Україні.

### Серед робіт
- «Мала українська селянська сім'я другої половини XIX — початку ХХ ст.» — Львів: Інститут народознавства, 1999 (Чмелик Р.).
- «Скарби музею етнографії та художнього промислу Інституту народознавства НАН України.» — Львів, 2005. — 228 с. (Павлюк С., Чмелик Р.).
- «Ставлення мешканців українсько-польського пограниччя до кордону» // Народознавчі Зошити.- Львів, 2012. — № 1. — С. 34-39.
- «Вплив зміни типу українсько-польського пограниччя на трансформацію категорій свій / інший / чужий» // Народознавчі Зошити.- Львів, 2012. — № 2. — С. 191—200.

## Нагороди
- Заслужений працівник культури України (21 серпня 2020) — за значний особистий внесок у державне будівництво, соціально-економічний, науково-технічний, культурно-освітній розвиток України, вагомі трудові здобутки та високий професіоналізм.[1]
- Орден Мистецтв та літератури (Франція, 2018).[2]